# Luftangriffe auf Arnstadt
Die thüringische Kreisstadt Arnstadt erlebte im Zweiten Weltkrieg mehrere alliierte Luftangriffe, von denen der Angriff der United States Army Air Forces am 6. Februar 1945 der schwerste war. Vom 3. bis 10. April 1945 folgte Artilleriebeschuss, vor der Besetzung durch US-Bodentruppen. Getroffen durch Luftangriffe und Artillerie wurden Wohngebiete, Gewerbeeinrichtungen, Bahnhofsgelände und Kulturbauten. Insgesamt etwa 155 Zivilisten (darunter viele Frauen und Kinder), eine unbekannte Zahl von Wehrmachtsangehörigen sowie ausländischen Arbeitskräften und Häftlingen verloren ihr Leben.

## Luftschutz
Neben den üblichen Luftschutzkellern gab es Luftschutzeinrichtungen der großen Betriebe, auch Bunker, der Krankenhäuser und Lazarette, der Reichsbahn, der Luftschutz-Befehlsstelle am Neutor, einen Stollenbau am Arnsberg und einen Bunker an der Quelle Schönbrunn. Krankenhäuser (Kreiskrankenhaus, Marienstift) und Reservelazarette (Arnsbergschule, Mädchenschule) trugen große Rotkreuzzeichen auf den Dächern. Der erste Lazarettzug traf bereits am 8. Juni 1940 in Arnstadt ein, ihm folgten viele weitere. 1943 wurden als Schutz bei plötzlichen Fliegerangriffen Deckungsgräben angelegt: so im Alten Friedhof, an der Hohen Mauer, am Kurhaus, am Marktplatz, in der Wachsenburg-Allee, in der Stadtrand-Siedlung, an der Bach-Schleife.

## Chronologie der Luftkriegsereignisse in und um Arnstadt

### Ereignisse 1940 bis 1944
Die Luftkriegsereignisse 1940 bis 1943 erfolgten zunächst nur durch die britische Royal Air Force (R.A.F.)
Die folgende Angaben stammen aus der „Chronik Arnstadt“
- August 1940: erster Fliegeralarm in Arnstadt.
- 12./13. August 1940: zwei britische Flugzeuge überfliegen am Abend die Stadt. In der Nacht erneut Fliegeralarm und Detonationen aus Richtung Bad Berka zu hören.
- 16./17. August 1940: nachts Fliegeralarm und Detonationen aus Richtung Marlishausen: dort das Gut bombardiert.
- 5./6. September 1940: nachts Fliegeralarm, einige Brandbomben auf Ichtershausen
- 14./15. Oktober 1940: nachts Alarm und Bomben auf Achelstädt und Ichtershausen
- 16./17. Oktober 1940: nachts Alarm und einige Bomben im Kreisgebiet
- 18./19. Oktober 1940: nachts schlagen 4 Bomben in der Nähe des Werks Polte II ein
- 6./7. November 1940: nachts schlägt eine Bombe in der Nähe des Wollmarktplatzes in Arnstadt ein, ohne zu detonieren.
- 19./20. November 1940: nachts fallen 8 Brandbomben auf Arnstadt, ohne Schaden anzurichten
- 13. Dezember 1940: nachts stürzt ein deutsches Flugzeug vom Typ Heinkel auf das Kesselhaus der Blaudruckfabrik, alle 4 Besatzungsmitglieder kommen ums Leben.
- 11./12. Juni 1941: zum ersten Mal seit längerer Zeit wieder Fliegeralarm.
- 22. September 1941: zum ersten Mal Fliegeralarm zur Tageszeit
- 26./27. Januar 1942: wieder nächtlicher Fliegeralarm
- 27./28. August 1942: nach längerer Pause wieder nächtlicher Fliegeralarm
- 15. September 1942: 500 „ausgebombte“ Frauen und Kinder aus Köln treffen mit Sonderzug in Arnstadt ein
- 27. Oktober 1942: 650 „ausgebombte“ Frauen und Kinder aus Düsseldorf treffen mit Sonderzug in Arnstadt ein
- 1943: Der Bismarckbrunnen auf dem Marktplatz wird abgebaut und eingelagert.
- Februar 1943: ab jetzt gibt es fast an jedem Tag Fliegeralarm, manchmal mehrmals, tags und nachts
- 13./14. Mai 1943: Fliegeralarm nachts von 0.15 Uhr bis 3.30 Uhr: 60–80 Brandbomben werden auf Arnstadt geworfen. Es brennt in der Erfurter Straße, in der Weiße, der Badergasse und der Schulgasse. Der Bürgermeister lobt die Einwohner, die durch ihre Löscheinsätze einen größeren Brand verhindert haben.
- 27. Mai 1943: um 9.00 Uhr fliegen 10 britische Flugzeuge tief über die Stadt.
- 30. Juli 1943: erneut treffen viele Bombengeschädigte aus deutschen Großstädten in Arnstadt ein.
- 1944: Auslagerung wertvoller Teile des Stadtarchivs und von Kunstgegenständen des Schlossmuseums nach Griesheim, Siegelbach und Kettmannshausen
- 24. Februar 1944: am Tag und in der Nacht Fliegeralarm. „Luftschlacht über Gotha und Arnstadt“. 6 Tote in Roda. Flugzeugabstürze in/bei Ruhla, Ettischleben und Oberhof.
- 24. März 1944: Zwei nächtliche Flugzeugabstürze.
- 28. Mai 1944: Dreimal Fliegeralarm. Bomben fallen im Kreisgebiet, 14 auf Gehren.
- 13. April 1944: Wander-Ausstellung „Der Luftterror“ eröffnet
- 20. Juli 1944: vormittags Fliegeralarm, während eines schweren Luftangriffs auf Erfurt.
- 27. Juli 1944: vormittags Fliegeralarm, Absturz von zwei deutschen Flugzeugen
- 28. Juli 1944: vormittags Fliegeralarm, Absturz eines feindlichen Flugzeugs, der Pilot wird in Kettmannshausen gefangen genommen.
- 11. September 1944: anhaltender Fliegeralarm von 10.30 Uhr bis 24.00 Uhr. Luftangriffe auf Gossel, Crawinkel und Ilmenau. 8 Bomben fallen bei Rudisleben, ein Flugzeugabsturz bei Liebenstein.
- 27. September 1944: vormittags Alarm. Flugzeugabsturz auf ein Bahnwärterhaus: 2 Tote
- 1. November 1944: am frühen Nachmittag Tiefflieger über Arnstadt, Bordwaffenbeschuss: ein Toter und vier Verletzte.
- 9. November 1944: Fliegeralarm am frühen Abend und Detonationen aus Richtung Ohrdruf.
- 10. November 1944: 11.30 bis 12.45 Uhr und 19.30 bis 21.00 Uhr Fliegeralarm: Luftangriff auf Arnstadt, betroffen die Erfurter Straße und das Polizeipräsidium. 4 Arnstädter kommen dabei ums Leben.
- 11. November 1944: 7.30 bis 8.30 Uhr Fliegeralarm, Luftangriff auf Erfurt
- 14. November 1944: Bombenangriff auf Arnstadt, 7 Menschen finden den Tod, darunter 2 Kinder
- 15. November 1944: mittags werden 29 alliierte Flugzeuge über Arnstadt beobachtet. Am frühen Abend Alarm und Detonationen aus Richtung Gotha.
- 30. November 1944: mehrere amerikanische Tiefflieger greifen den Personenzug Saalfeld-Arnstadt (kurz vor Roda) an. Eine Frau stirbt, mehrere werden verletzt.
- 3., 5. und 31. Dezember 1944: Luftangriffe mit zusammen 6 Toten. Die Beisetzungen erfolgen auf dem „Heldenfriedhof“ in Arnstadt.

### Der Luftangriff vom 6. Februar 1945

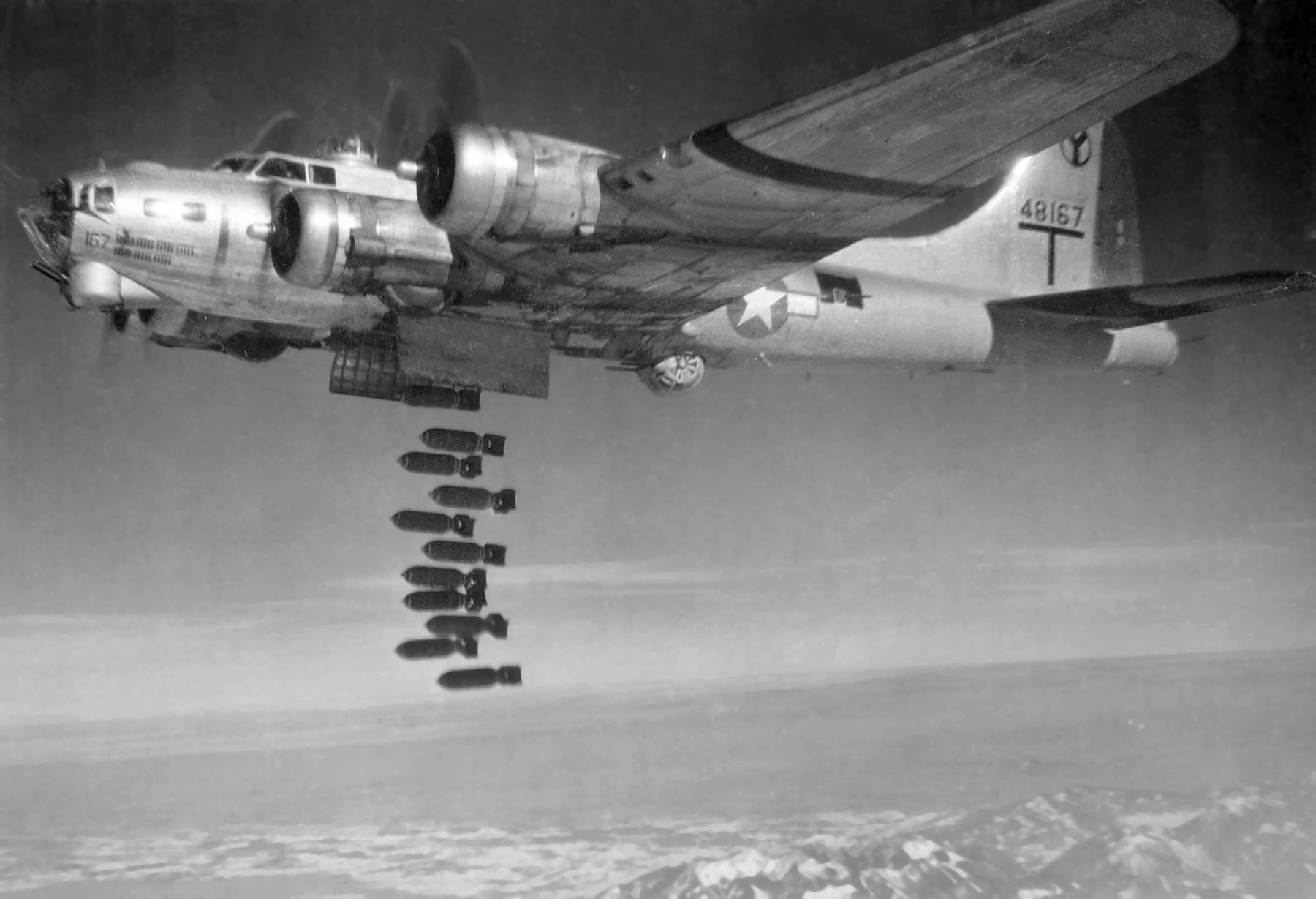
Amerikanische B-17G „Flying Fortress“ beim Bombenwurf

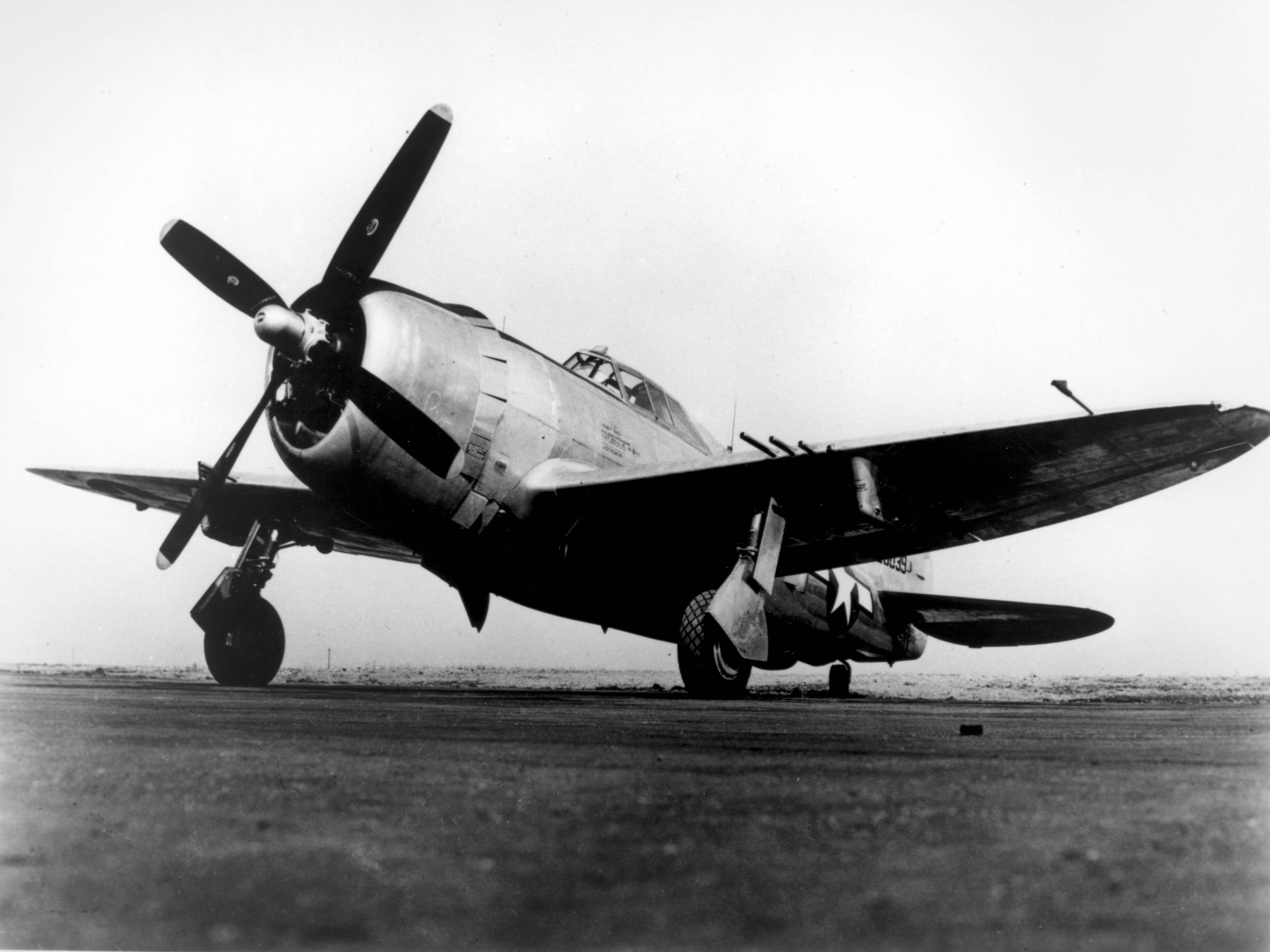
US-Jagdflugzeug P-47 „Thunderbolt“ (Donnerschlag)

Am 6. Februar 1945 starteten von ihren Basen in England 950 amerikanische B-17 „Flying Fortress“ der 1st und 3rd Air Division der 8th Air Force mit fast 2000 Tonnen Bombenlast zu Angriffen auf Mitteldeutschland, begleitet von einer starken Eskorte von Hunderten Jagdflugzeugen. In Thüringen sollten 12 Städte angegriffen werden (Hauptziel: Gotha), darunter viele „Sekundärziele“: so Eisfeld, Eisenach, Friedrichroda, Greiz, Ohrdruf, Saalfeld, Schmalkalden und Waltershausen Arnstadt ist im Kriegstagebuch der 8th Air Force nicht verzeichnet, doch lag es im Zielgebiet und wurde während des Angriffs auf Gotha von einer Anzahl B-17 der 379th Bombardment Group attackiert. Aus dem Auswertungsbericht der USAAF (S.A. 3192) geht hervor: „Zwei Gruppen von insgesamt mehr als 50 H.E. (High Explosive Bomben) explodierten im Nordteil (der Stadt), mit geringen Treffern auf die Bahnanlagen. Dazu gehören: ein Treffer, der auf eine Eisenbahnbrücke erfolgte und ein Treffer auf eine lange Halle mit Sheddach. Einige Treffer erhielten Geschäfts- und Wohngebäude, sowie Hauptstraßen. In einem angrenzenden offenen Feld am Nordende der Bahnanlagen wurden 15 weitere Explosionen beobachtet.“
Die nachfolgende Schilderung beruht auf Angaben der Chronik Arnstadt, des (späteren) Landeskonservators Rudolf Zießler und des Stadtarchivars Karl Müller.
In Arnstadt wurden – bei klarem Wetter – 13 (16) angreifende Flugzeuge gesichtet. Von ihrer Kapazität her dürften sie etwa 30 Tonnen Bombenlast geladen und über Arnstadt entladen haben. Sie flogen so tief, dass man die Öffnung der Bombenschächte sehen konnte. Um 11.00 Uhr war „Vollalarm“ ausgelöst worden, schon nach dem Voralarm waren Menschen in Richtung Alteburg geflüchtet, ab 12.00 Uhr fielen die Bomben. Über der Arnsbergschule wurde eine als Orientierung für die Flugzeugbesatzungen dienende „Rauchsäule“ gesehen. 21 Gebäude mit 100 Wohnungen wurden total zerstört, 215 Gebäude schwer bis mittelgradig und 1500 leicht beschädigt. Die Fensterscheiben waren in ganz Arnstadt zerborsten, viele Dächer abgedeckt. Tagelang war der Strom ausgefallen. 150 Bombeneinschläge wurden gezählt. Besonders betroffen waren: die Baumannstraße, der Gartenbaubetrieb Pötschke, die Bahnhofsgegend, das Bahnhofshotel, ein kleiner Teil des Empfangsgebäudes, die Bahnhofsmeisterei, eine Rotkreuzbaracke, die Bahnhofstraße, hier auch das Lichtspieltheater „Merkur“, die Mozartstraße, die Moltkestraße, die Bismarckstraße, die Roonstraße, die Ichtershäuser Straße und die Neideckstraße. Zu den total zerstörten Gebäuden zählte das – mit behinderten Kindern und Verwundeten belegte und mit Rotem Kreuz gekennzeichnete – „Alte Haus“ des Marienstifts der Diakonie (Viktor-Lutze-Straße). Bomben schlugen auch auf dem Alten Friedhof ein, die Trichter umgaben das stehengebliebene Weltkriegsdenkmal. Von der Gottesackerkirche (jetzt Himmelfahrtskirche) wurden besonders Dach und Fenster zerstört. Der Prinzenhof wurde ebenfalls in Mitleidenschaft gezogen. Die Bachmannsche Mützenfabrik in der Feldstraße brannte aus. Der Anbau des Neideckturms (Wahrzeichen der Stadt) mit seiner Wendeltreppe wurde getroffen und musste wegen Einsturzgefahr gesprengt werden. Das Dach der Turnhalle der Fürst-Günther-Schule wurde beschädigt. Unweit des Schlosstheaters waren zahlreiche Bombentrichter entstanden. Häuser der Neideckstraße wiesen erhebliche Zerstörungen auf. Die beiden Häuser am Wollmarkt/Ecke Neideckstraße waren schwer mitgenommen, Häuser am Fasanengarten stark betroffen. Die Hindenburgbrücke wurde zum Teil weggerissen. Rüstungsbetriebe, wie die Polte-Werke („Polte I“, „Polte II“), Siemens und Halske AG, Mitteldeutsche Flugzeugwerke, wurden nicht bombardiert.
Die Selbsthilfe der Bevölkerung spielte eine große Rolle bei der Bewältigung der Lage nach dem Angriff. Ab 7. Februar kümmerte sich auch die NSV um die Versorgung der Betroffenen.
Opfer: 85 Menschen (darunter 14 Kinder) kamen unmittelbar ums Leben, insgesamt 121 wurden es durch Versterben Verwundeter in den Krankenhäusern und Auffinden von Verschütteten. Am 11. Februar wurde für 73 bis dahin geborgene Opfer – unter Ausschluss der Kirchen – eine Totenfeier auf dem Markt abgehalten. Symbolisch waren 3 Särge aufgestellt, für eine Frau, einen Mann und ein Kind. Die Namen der Verstorbenen wurden durch den NSDAP-Ortsgruppenleiter verlesen, die Rede hielt der NSDAP-Kreisleiter Mütze. Es folgte die Beisetzung in einem Gräberfeld auf dem Neuen Friedhof. Die Einzelbeisetzungen – auch mit Pfarrern – gingen an den nächsten Tagen weiter. Die meisten Menschen waren in der Baumannstraße (7, 9, 11, 11a) getroffen worden, viele im Gartenbaubetrieb Pötschke, zwei Schwestern und die Küchenleiterin im Marienstift. In der Baumannstraße 11 verstarb der Oberlehrer Bach; sein Manuskript „Chronik von Ichtershausen“, das er gerade vollendet hatte, wurde aus den Trümmern geborgen. Laut Sterbebuch des Standesamtes reichten die Todesursachen von totaler Zerstückelung, über totale Verbrennung, bis zu Wirbelsäulenzertrümmerung und Kopfabriss bis zu Abtrennung beider Arme und Beine.
Der Stadtarchivar Karl Müller, der Zeuge des Geschehens war, beschreibt die Bombardierung als „Terrorangriff“. Auch als „Schicksalstag für Arnstadt“ wurde der 6. Februar 1945 bezeichnet.
In den Wochen nach dem Angriff gab es häufige Fliegeralarme, Tieffliegerangriffe mit Bordwaffen, vereinzelte Bombenwürfe und mehrere Flugzeugabstürze in der Umgebung. Am 25. Februar wurden 6 feindliche Flugzeuge hinter Bittstädt abgeschossen. Ab 24. März herrschte praktisch dauernd Alarm. Am 1. April fielen Bomben am Gaswerk Sodenstraße.

### Der Artillerie-Beschuss vom 3. bis 10. April 1945

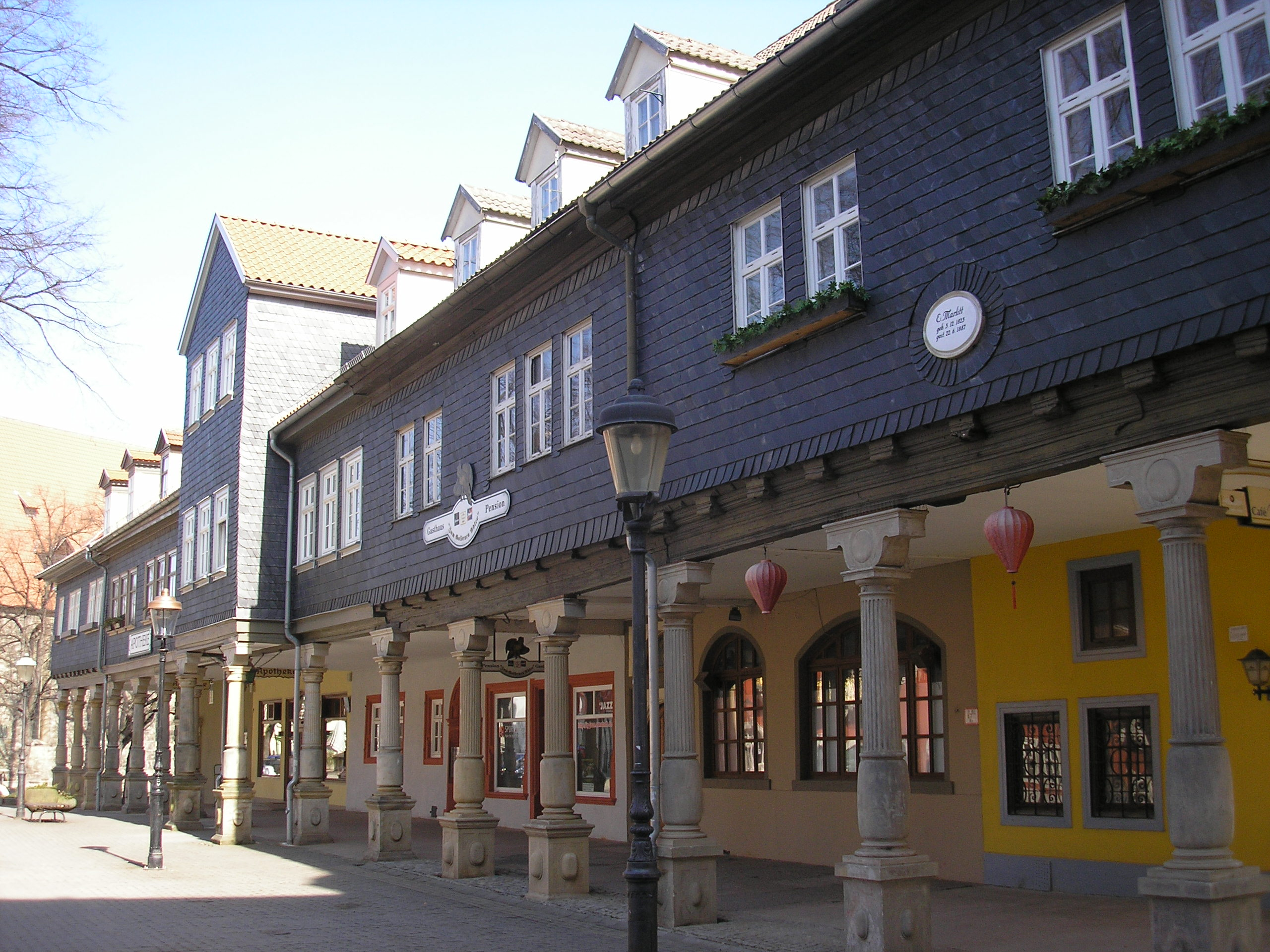
Arkaden am Markt, durch Artillerie zerstört, wiederaufgebaut

Diese Schilderung basiert auf den Angaben der Chronik Arnstadt und den Aufzeichnungen des Stadtarchivars und Zeitzeugen Karl Müller.
- 3./4. April 1945: Amerikanische Artillerie geht in Feuerposition, auch auf der Wachsenburg.

Der NSDAP-Kreisleiter gab der Bevölkerung das sehr umfangreiche Nahrungsmitteldepot der Kriegsmarine in der Malzfabrik Rehestädter Weg und später auch das Textillager im Theater zum Ausräumen, quasi zum Plündern, frei. Auch die Einzelhändler sollten alles anbieten, was sie hatten.
Von 20.00 Uhr abends am 3. April bis 7.00 Uhr morgens wurde die Stadt durch Artillerie beschossen.
- 5./6. April 1945: Die US-Truppen hatten ihre Geschütze auf den Höhen zwischen Bittstädt und Röhrensee aufgefahren. Der Beschuss von Arnstadt erfolgte zwischen 20.00 Uhr abends und 6.00 Uhr morgens. Als Folge brachen Brände aus, besonders von alten Fachwerkhäusern. Getroffen wurden unter anderem: das Beamtenhaus am Städtischen E-Werk, viele Häuser am Kohlen- und Holzmarkt, in der Gustloffstraße, der Fleischgasse und am Ried. Der alte Brunnen vor dem Gasthaus „Zur Sonne“ wurde zerstört. Das historische Rathaus erhielt Treffer, denen der rechte Vorbau über der Uhr (Ecke Ledermarkt) zum Opfer fiel. Haus Ledermarkt 1 schwer beschädigt. Das Jostsche Haus an der Galerie am Markt wurde stark mitgenommen und seiner Säulen beraubt. In der Neuen Gasse entstanden Schäden, besonders auch am ehemaligen Barfüßerkloster (Ev. Gemeindehaus). „Nur zwei Menschenleben waren zu beklagen“ (Stadtarchivar).

- 9./10. April 1945: In der Nacht erneut starker Beschuss, nun bereits auch mit Maschinengewehren und Panzergeschützen.

Am Tag – nach Verteidigungsversuchen von Hitlerjungen vom Arnsberg aus – erlitten durch Panzerbeschuss Häuser des westlichen Stadtteils beträchtliche Schäden, besonders in der Gothaer Straße (25, 27, 31). Nach Ablehnung einer bedingungslosen Übergabe durch den 22-jährigen Stadtkommandanten, Hauptmann Lindner, wurde die Stadt erneut, von 14.00 bis 15.00 Uhr beschossen. Das Schützsche Haus an der Galerie am Markt brannte aus, auch die Oswaldsche Apotheke daneben. Der „Güldene Greif“ wurde beschädigt. Das Ried erlitt erneut Schäden, ebenso Häuser am Berggartenweg. Die Steinhaube des großen Turms der Liebfrauenkirche erhielt einen Treffer, auch die Oberkirche/Franziskanerkirche (Dach, Nordwand, Fenster). Die Knabenschule wurde durch einen Treffer beschädigt, auch in der Front der Fürst-Günther-Schule gähnte ein Loch.
7 Erwachsene und 4 Kinder starben. Auch der Stadtkommandant erlag einem Bauchschuss.
Ab 12.30 Uhr rückten amerikanische Panzer in die Stadt ein.
- 12. April 1945: Bei einem Tumult in der Siemens-Siedlung mit Fremdarbeitern kam der Ingenieur Mayer ums Leben. Herbeigerufene US-Soldaten erschossen 6 (7) weitere Bewohner.

Die materiellen Kriegsschäden wurden im Laufe der Jahre und Jahrzehnte weitgehend beseitigt. Die heute noch klaffenden großen Lücken in der Innenstadt (zum Teil durch Fertigteilhäuser bebaut), gehen auf den Verfall zur DDR-Zeit zurück.

## Begräbnis- und Gedenkstätte

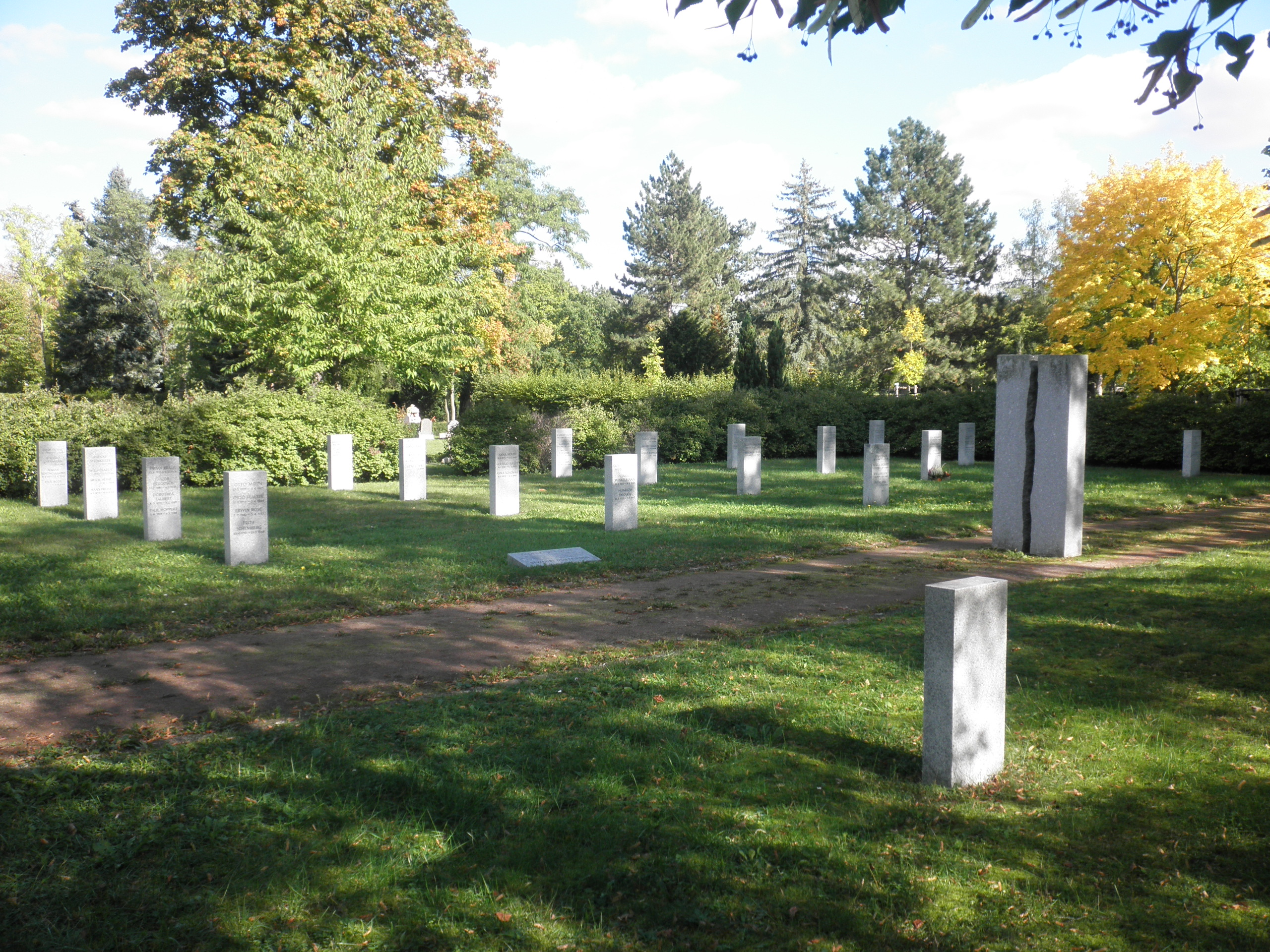
Kriegsgräberstätte (auch Bombenopfer) auf Friedhof Arnstadt

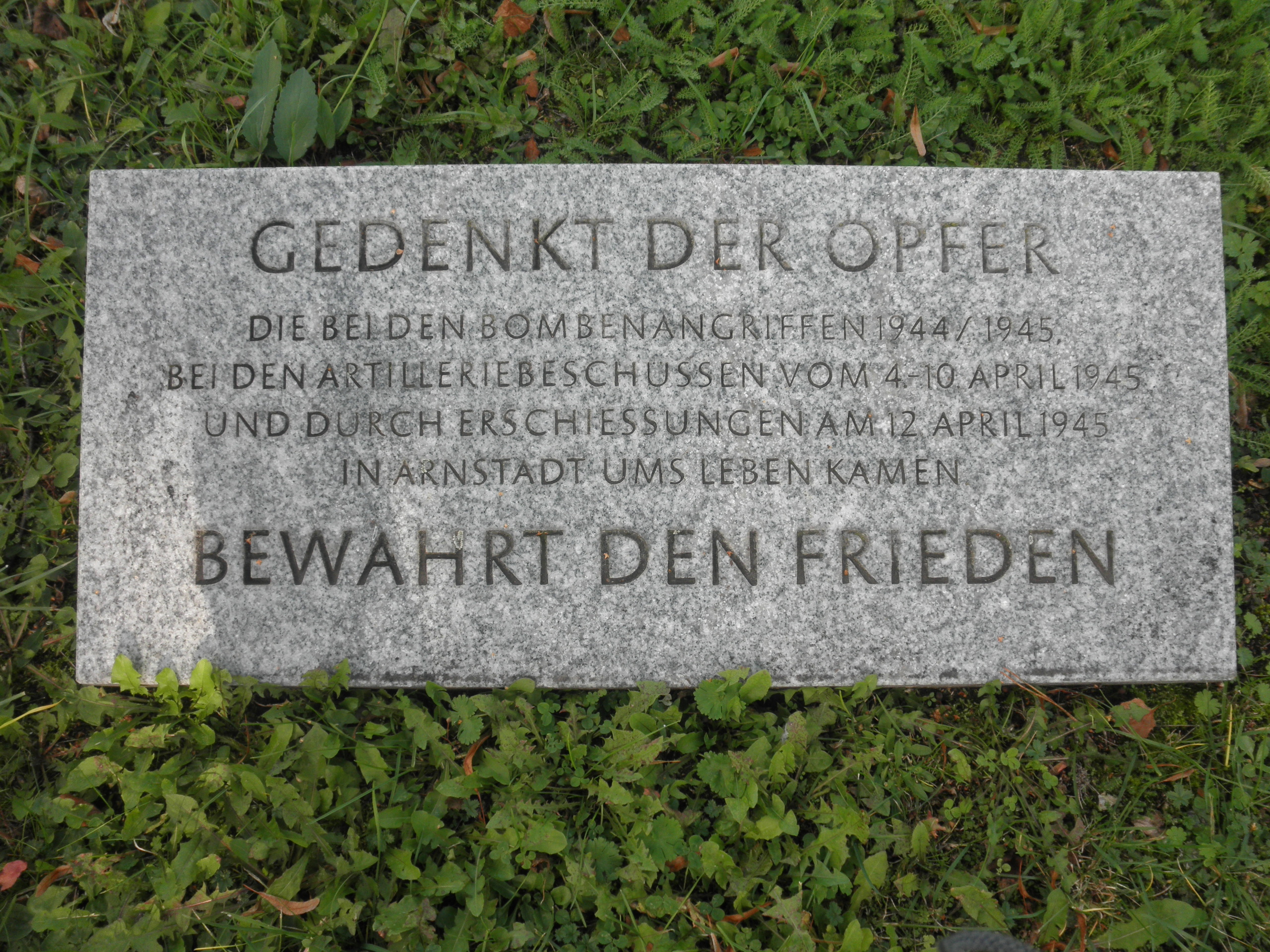
Gedenktafel für Kriegsopfer (auch Bombenopfer) auf Friedhof Arnstadt

Auf dem Neuen Friedhof wurde über einem Gräberfeld am Volkstrauertag 2002 durch den Bürgermeister Köllmer und den Landrat Senglaub eine neugestaltete Kriegsgräberstätte eingeweiht. Neben einem Denkmal findet sich eine Bodenplatte mit der Inschrift: „GEDENKT DER OPFER, DIE BEI DEN BOMBENANGRIFFEN 1944/1945, BEI DEN ARTILLERIEBESCHÜSSEN VOM 4.–10. APRIL 1945, UND DURCH ERSCHIESSUNGEN AM 12. APRIL 1945, IN ARNSTADT UMS LEBEN KAMEN: BEWAHRT DEN FRIEDEN“.